# (32478) 2000 SV289
2000 SV289 (asteroide 32478) é um asteroide troiano de Júpiter. Possui uma excentricidade de 0.16685820 e uma inclinação de 9.66258º.
Este asteroide foi descoberto no dia 27 de setembro de 2000 por LINEAR em Socorro.